# Tacuba (métro de Mexico)
Tacuba est une station de correspondance entre les lignes 2 et 7 du métro de Mexico. Elle est située à l'ouest de Mexico, dans la delegation Miguel Hidalgo

## La station
Le mot nahuatl Tacuba signifie « terre de fleurs ». D'où le logo de la station, montrant trois fleurs. Une autre interprétation du toponyme est « le lieu des poteaux de but ». Tlacopan était l'un des royaumes qui formaient la Triple Alliance avec Tenochtitlan.
L'une de ses sorties est à côté de la paroisse de Saint-Gabriel Archange (où l'on voit une figure de l'enfant Jésus, habituellement vêtu de l'uniforme de l'équipe du Mexique de football). A voir aussi, un buste du ténor espagnol Plácido Domingo).